# 省察
『省察』（せいさつ)、または『省察録』（せいさつろく）、より正式には『第一哲学に関する諸省察』（だいいちてつがくにかんするしょせいさつ、羅: Meditationes de prima philosophia)とは、1641年に公刊されたフランスの哲学者ルネ・デカルトの著書である。形而上学についてのデカルトの主著。第1版は1641年、パリで、ラテン語にて出版され、第2版は1642年にアムステルダムで出版された。

## 概説
出版の経緯と構成

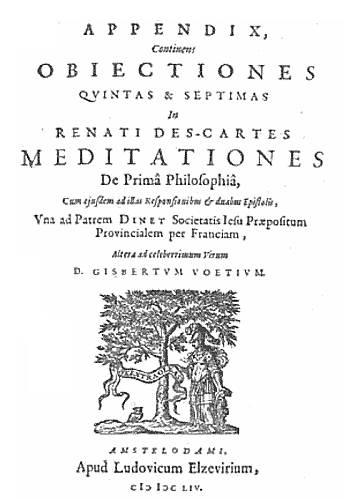
『省察』の初版（1641年版）の表紙

デカルトは、1637年に公刊された『方法序説』において、自説が論駁に値すると思う者はそれを知らせてほしい、との文章を載せ、反論を公募しており、この『省察』初版（第1版）の公刊前に、メルセンヌが手配をして、カテルス、アルノー、ホッブズ、ガッサンディ、ブルダンなど当時の著名な学者に原稿を渡して反論をもらっておき、それに対しての再反論をあらかじめ付し、メルセンヌ自身も反論を書いた。このような経緯で、本書は、本文の他、反論とそれに対する答弁からなる。
第1版の構成は、本文が「ソルボンヌ大学宛書簡」、「序論」、「概要」、「第1省察」、「第2省察」、「第3省察」、「第4省察」、「第5省察」、「第6省察」から成り、それに、「第1反論」と「第1答弁」、「第2反論」と「第2答弁」、「第3反論」と「第3答弁」、「第4反論」と「第4答弁」、「第5反論」と「第5答弁」、「第6反論」と「第6答弁」と続く。第2版（1642年）では、第1版の誤植を訂正し、「第7答弁」を加筆した。
ラテン語版からフランス語訳された版は、（少くとも第5の駁論と答弁を除いては）デカルト自身が（/も）目を通した、とされており、1647年にパリで出版された (ただし、この版は第7の駁論と答弁は欠いており、それも含めて翻訳・出版されたのは1661年版である) 。
底本、決定版
なお、現在アカデミックな世界で国際的に底本（＝研究や引用などの拠り所として使用される本・版）として広く利用されているのは、1904年に初版が公刊されたアダン・タヌリ版（AT版）である。
形式、全体の構成・構造、各章の主題
本書の本文は6つ（後に7つ）の「meditation 省察」と題した章によって構成されており、その1つずつが「1日の省察」という位置づけにされており、黙想録あるいは日記のような形式で書かれ、デカルトは読者に対しても、じっくり思いを巡らし（＝meditation、熟考、省察）、思索の歩みを読者自身も辿ることを求めている。まず「第1省察」（＝実質的第一章）においては、方法的懐疑の概要が示され、それ以降の「省察」（章）ではそれぞれ「<<考える我>>の存在とその諸性質」、「神の存在」、「真と偽に関する判断論」、「物体の本性と神の存在証明」、「物体の存在と心身の区別」がテーマとして扱われる。このように この本は、精神から神へ そして神から物体へと、つまり一旦上がって次に下がるような構成になっており、こうした全体構成の中に近世哲学の礎石となった理論が多数 盛りこまれている書物である。 

## 内容

### 方法的懐疑
幼児の時から無批判に受け入れてきた先入観を排除し、真理に至るために、一旦全てのものをデカルトは疑う。
この方法的懐疑の特徴として、2点挙げられる。1つ目は懐疑を抱く事に本人が意識的・仮定的である事、2つ目は一度でも惑いが生じたものならば、すなわち少しでも疑わしければ、それを完全に排除する事である。つまり、方法的懐疑とは、積極的懐疑の事である。
この強力な方法的懐疑は、もう何も確実であるといえるものはないと思えるところまで続けられる。まず、肉体の与える感覚（外部感覚）は、しばしば間違うので偽とされる。また、「痛い」「甘い」といった内部感覚や「自分が目覚めている」といった自覚すら、覚醒と睡眠を判断する指標は何もない事から偽とされる。さらに、正しいと思っている場合でも、後になって間違っていると気付く事があるから、計算（2+3=5のような）も排除される。そして、究極的に、真理の源泉である神が実は欺く神（Dieu trompeur）で、自分が認める全てのものが悪い霊（genius malignus）の謀略にすぎないかもしれない、とされ、このようにあらゆるものが疑いにかけられることになる。

### コギト・エルゴ・スム
方法的懐疑を経て、肉体を含む全ての外的事物が懐疑にかけられ、純化された精神だけが残り、デカルトは、「私がこのように“全ては偽である”と考えている間、その私自身はなにものかでなければならない」、これだけは真であるといえる絶対確実なことを発見する。これが「私は考える、ゆえに私はある」Je pense, donc je suis （フランス語）である。
コギト・エルゴ・スムは、方法的懐疑を経て「考える」たびに成立する。そして、「我思う、故に我あり」という命題が明晰かつ判明に知られるものである事から、その条件を真理を判定する一般規則として立てて、「自己の精神に明晰かつ判明に認知されるところのものは真である」と設定する（明晰判明の規則）

### 神の存在証明
欺く神 （Dieu trompeur）、悪しき霊（genius malignus）を否定し、誠実な神を見出すために、デカルトは神の存在証明を行う。
1. 第一証明 - 意識の中における神の観念の無限な表象的事象性（観念の表現する事象性）は、対応する形相的事象性（現実的事象性）を必然的に導く。我々の知は常に有限であって間違いを犯すが、この「有限」であるということを知るためには、まさに「無限」の観念があらかじめ与えられていなければならない。
2. 第二証明 - 継続して存在するためには、その存在を保持する力が必要であり、それは神をおいて他にない。
3. 第三証明 - 完全な神の観念は、そのうちに存在を含む。（アンセルムス以来の証明）

悪しき霊という仮定は神の完全性・無限性から否定され誠実な神が見出される。誠実な神が人間を欺くということはないために、ここに至って、方法的懐疑によって退けられていた自己の認識能力は改めて信頼を取り戻すことになる。